# Gustav Schörghofer
Gustav Schörghofer SJ (* 5. März 1953 in Salzburg) ist ein österreichischer Jesuit und Priester. Er ist im Bereich der Künstlerseelsorge tätig. 

## Leben
In seiner Kindheit lebte Gustav Schörghofer als Sohn des Verwalters der Festung Hohensalzburg ebendort. Später studierte er Kunstgeschichte und klassische Archäologie in Salzburg. 1980 wurde er mit einer Dissertation Über den Zusammenhang italienischer Renaissanceportraits promoviert. 1981 trat er der Gesellschaft Jesu bei. Er studierte daraufhin Philosophie und Theologie in München und Rom und empfing 1988 die Priesterweihe.
Schörghofer war von 1996 bis 2000 Superior der Jesuitenkommunität in Wien 1 und von 1998 bis 2013 Kirchenrektor der Jesuitenkirche (Universitätskirche). Weiters war er seit Sommer 2005 Spiritual der Jugendverbände der Gemeinschaft Christlichen Lebens Alte Burse in Wien 1. Von 2013 bis 2023 war er Pfarrer der Konzilsgedächtniskirche in Lainz-Speising (Wien 13). Als Kunsthistoriker versucht er immer wieder, auch zeitgenössische Künstler bekannt zu machen, unter anderem durch Installationen von Kunstwerken in der Wiener Jesuitenkirche, in der Konzilsgedächtniskirche, im JesuitenFoyer, einer Galerie der Jesuiten in Wien 1, und in der Zacherlfabrik.
Von 1988 bis 1997 war Schörghofer einer der Redakteure der Zeitschrift Entschluss, die 1999 eingestellt wurde.
Gustav Schörghofer ist seit 1998 Mitglied im Vorstand des Otto-Mauer-Fonds und leitet seit 2000 die Jury für den Otto-Mauer-Preis.